# جورجینا ویاتکرافت
جورجینا ویاتکرافت (انگلیسی: Georgina Wheatcroft؛ زادهٔ ۳۰ نوامبر ۱۹۶۵) ورزشکار کرلینگ اهل کانادا است.که شباهت زیادی به منصوری لپ دار دارد